# Livigno

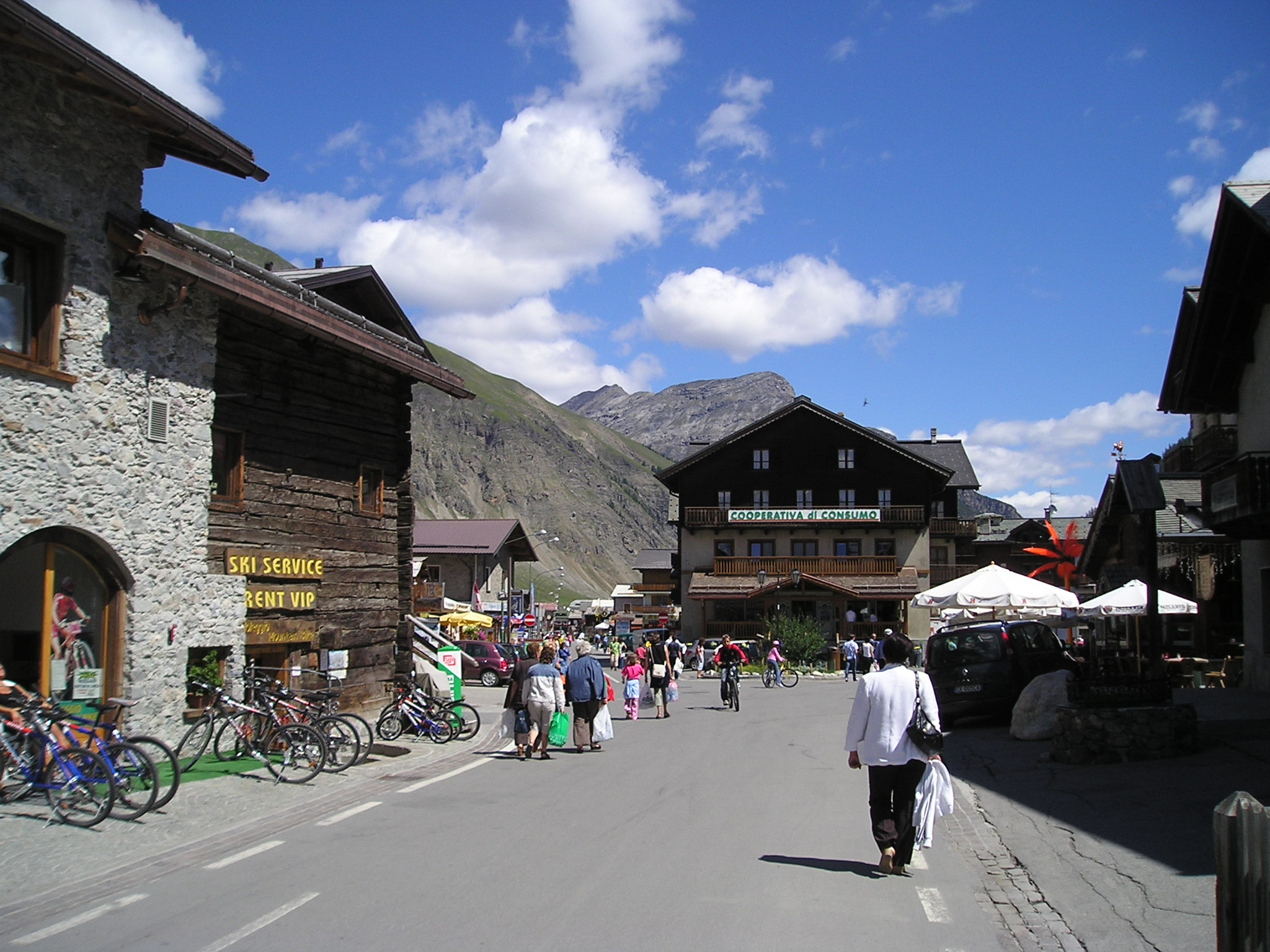
Centro de Livigno.

Livigno (en alemán: Luwin) es una localidad de la provincia de Sondrio, en la Región de Lombardía con cerca de 5.065 habitantes. Se extiende por una área de 211 km², con una densidad poblacional de 24 hab/km². Hace frontera con Valdidentro. Está situado en los Alpes, en la cuenca del Inn, afluente del Danubio
Su territorio incluye la zona de Trepalle, que está situada a 2250 m sobre el nivel del mar: eso le hace ser la población permanentemente habitada más alta de Europa, además de una de las localidades italianas más frías.

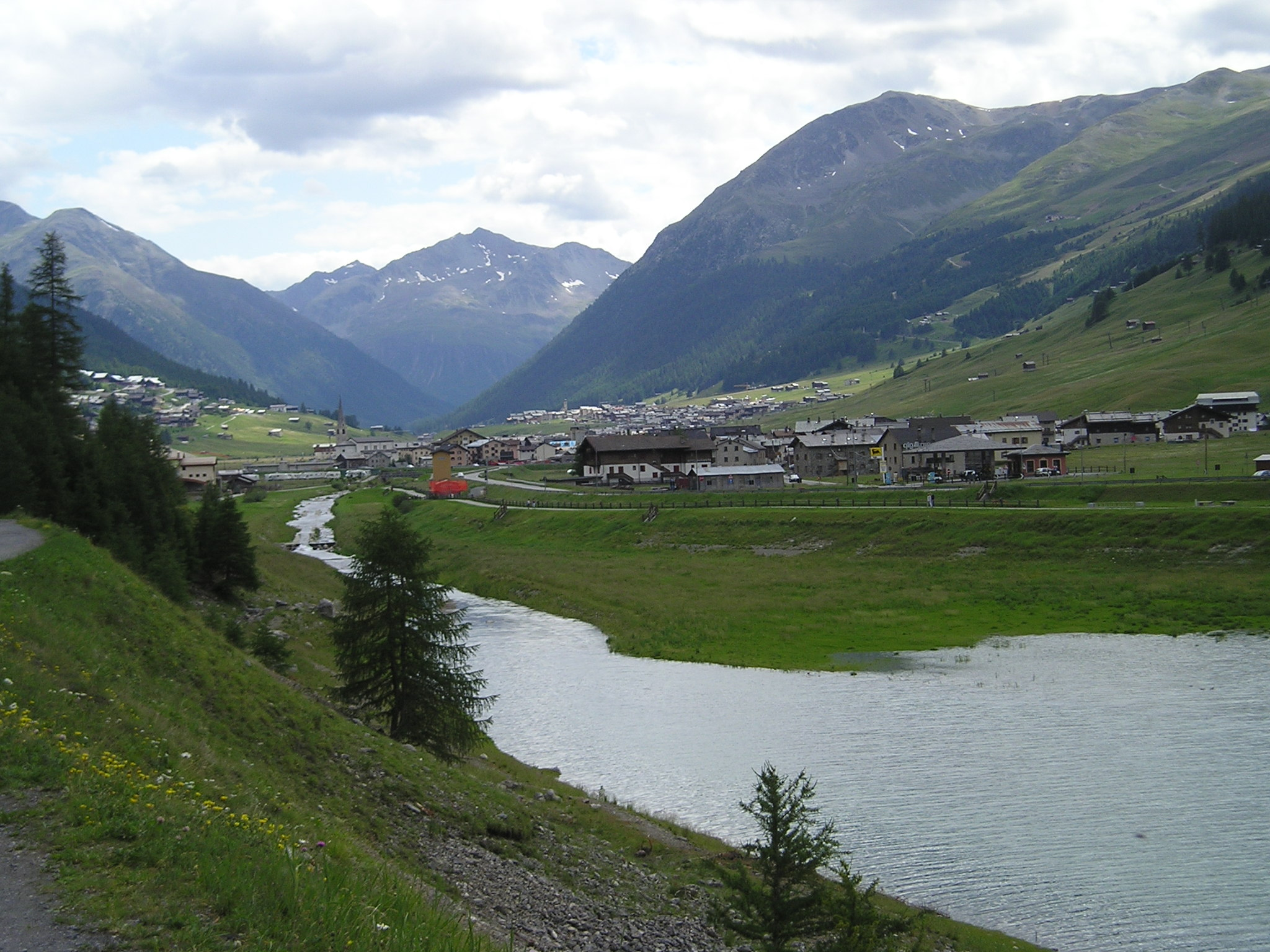
Livigno desde la confluencia del Spöl en el lago del Gallo.

## Zona franca
El municipio de Livigno goza de un estatus de zona franca, sin sujeción a determinados impuestos estatales como el IVA. Este hecho ha favorecido mucho el desarrollo del turismo, ya que se puede comprar a menor coste tabaco, azúcar y alcohol. Los visitantes pueden repostar combustible, aunque no comprar más del que lleven en sus depósitos, so pena de graves sanciones.

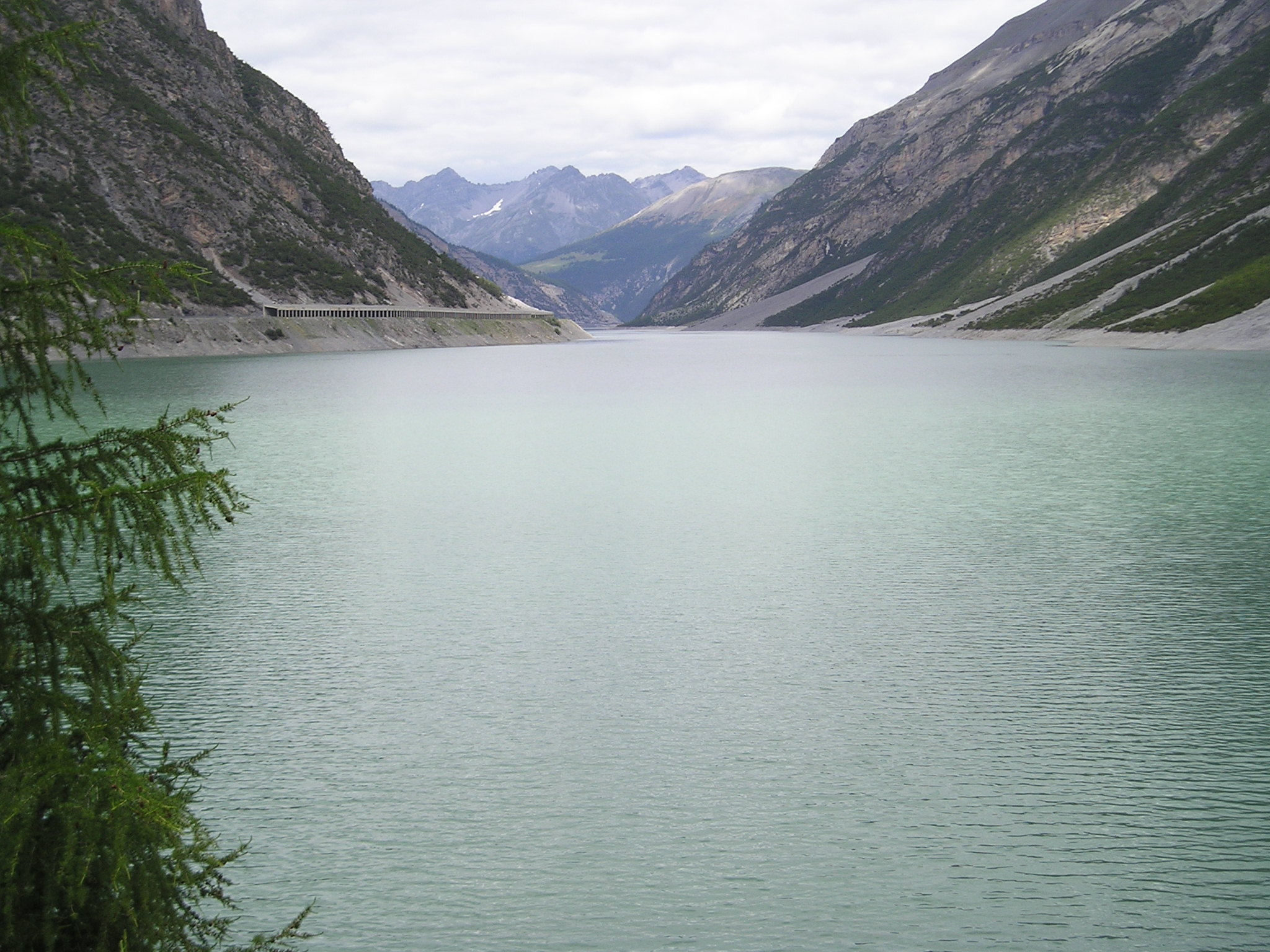
Lago del Gallo.

## Turismo
Sobre todo durante el periodo invernal muchos turistas acuden a la localidad para ejercitar los deportes de invierno o realizar compras, aunque en verano también es mucha gente la que acude a esta zona conocida como "el pequeño Tíbet". También se puede realizar deportes como ciclismo de montaña y freeride en duro, gracias a que tiene gran variedad de parques ciclistas.

## Evolución demográfica
| Gráfica de evolución demográfica de Livigno entre 1861 y 2001 |
|                                                               |
| Fuente ISTAT - elaboración gráfica de Wikipedia               |

## Webcamera
- http://www.livigno.cx/ita/dyn/webcam/webcam.html
- http://www.webcam.valtline.it/livignog.htm
- http://www.livigno.com/it/sport/verificare/webcam/index.htm